# Албер I (Монако)
Албер I от Монако, Грималди (на френски: Albert I., Albert Honoré Charles Grimaldi; * 13 ноември 1848, Париж; † 26 юни 1922, Париж) e от 1889 г. до смъртта си управляващ принц на Монако.

## Биография
Албер е син на Шарл III от Монако и Антоанета Гислена дьо Мерод-Вестерло.
Служи на 17 години в испанската морска войска, мести се през 1870/1871 г. във френската марина, където е награден с ордени. Интересува се обаче от изследването на океаните и създава през 1889 г. Океанографския музей в Монако.
На 21 септември 1869 г. Албер се жени за Мери Виктория Хамилтън, която го напуска, бременна с Луи II, през февруари 1870 г.
На 27 септември 1889 г. Албер I се възкачва на трона и се жени малко по-късно за богатата американка Алиса Хайне, от която няма деца. През 1902 г. двамата се разделят законно, въпреки че не се развеждат.
Албер умира на 26 юни 1922 г. в Париж и е погребан на 8 юли с.г. в Катедралата на Монако.